# Waikawa (Southland)
 (décembre 2020).
Si vous disposez d'ouvrages ou d'articles de référence ou si vous connaissez des sites web de qualité traitant du thème abordé ici, merci de compléter l'article en donnant les références utiles à sa vérifiabilité et en les liant à la section « Notes et références ».
Waikawa est une petite localité de la région du Southland, dans l’Île du Sud de la Nouvelle-Zélande.

## Situation
Elle est localisée à l’angle sud-ouest des The Catlins.La plus grande partie du centre-ville fait face à l’estuaire du fleuve  Waikawa.
Cet estuaire est en particulier, l’habitat des 'Pleuronectidae' (limandes (en)) : des poissons plats, qui peuvent être attrapés à la traîne.

## Histoire
Initialement se trouvait là une petite communauté de  Māori, puis les premiers colons européens installèrent des scieries vers la fin des années 1830.

## Économie
Le centre-ville est maintenant un petit port de pêche mais à la fin du XIXe siècle, c’était un port important pour le transport des troncs venant de scieries du Nord des 'Catlins' et destinés à la construction de la nouvelle ville de Dunedin.
Malheureusement pour Waikawa, les installations du port furent rapides à s’envaser et le centre-ville de Fortrose tout proche devint un port proéminent.
Il fut aussi prêt pour l’arrivée de l’embranchement du chemin de fer de la branche de Tokanui (en)  et à un moindre degré de la branche de branche de Catlins River (en), à la fin des années 1890.

## Attractions
Aujourd’hui Waikawa abrite un musée, un centre communautaire, un wagon populaire de 'fish and chip' et de nombreux divertissements et des maisons de vacances, parce qu’il est tout près de la baie de Curio et de la Baie de Porpoise (en). 
Une Partie du Parc naturel des Catlins (en) est aussi situé à proximité.
Le Waikawa Museum and Information Centre est formé de deux anciens bâtiments, dont l’un provenant de l’ancienne école de Waikawa, et fonctionne grâce à des volontaires, qui fournit des informations pour les touristes, qui visitent le secteur.